# Monica di Sardegna
Il Monica di Sardegna è un vino DOC la cui produzione è consentita nell'omonima regione.

## Caratteristiche organolettiche

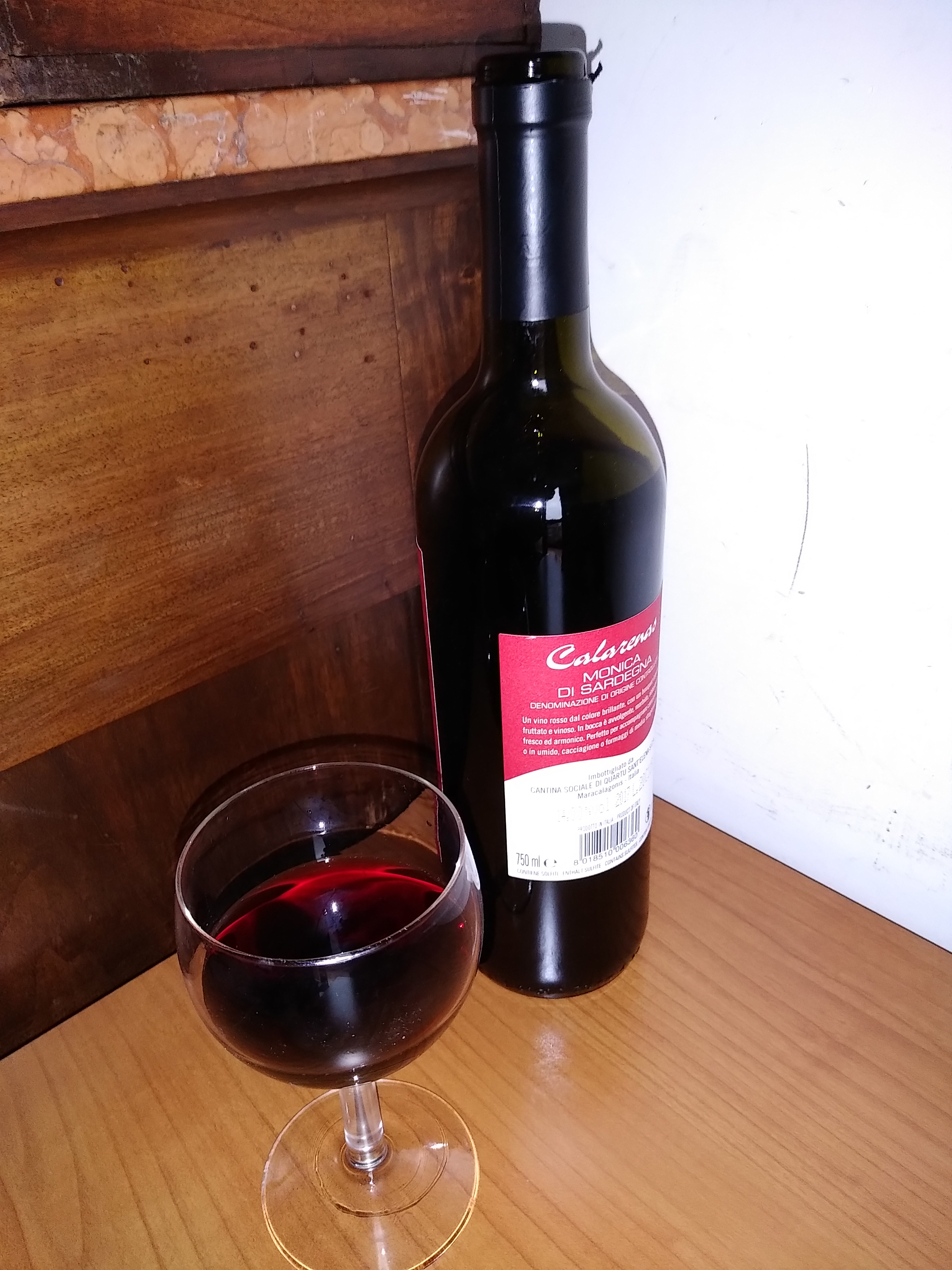
Monica di Sardegna annata 2017

- colore: rosso rubino chiaro, brillante, tendente all'amaranto con l'invecchiamento.
- odore: profumo intenso, etereo, gradevole.
- sapore: asciutto oppure amabile, sapido con caratteristico retrogusto.

## Produzione
Provincia, stagione, volume in ettolitri
- Cagliari  (1990/91)  7768,8
- Cagliari  (1991/92)  7803,02
- Cagliari  (1992/93)  11068,15
- Cagliari  (1993/94)  16315,51
- Cagliari  (1994/95)  10245,4
- Cagliari  (1995/96)  11344,5
- Cagliari  (1996/97)  8812,49
- Oristano  (1991/92)  462,11
- Oristano  (1992/93)  1727,11
- Oristano  (1993/94)  2906,19
- Oristano  (1994/95)  2182,46
- Oristano  (1995/96)  1940,47
- Oristano  (1996/97)  1125,11